# Mikroemulsion

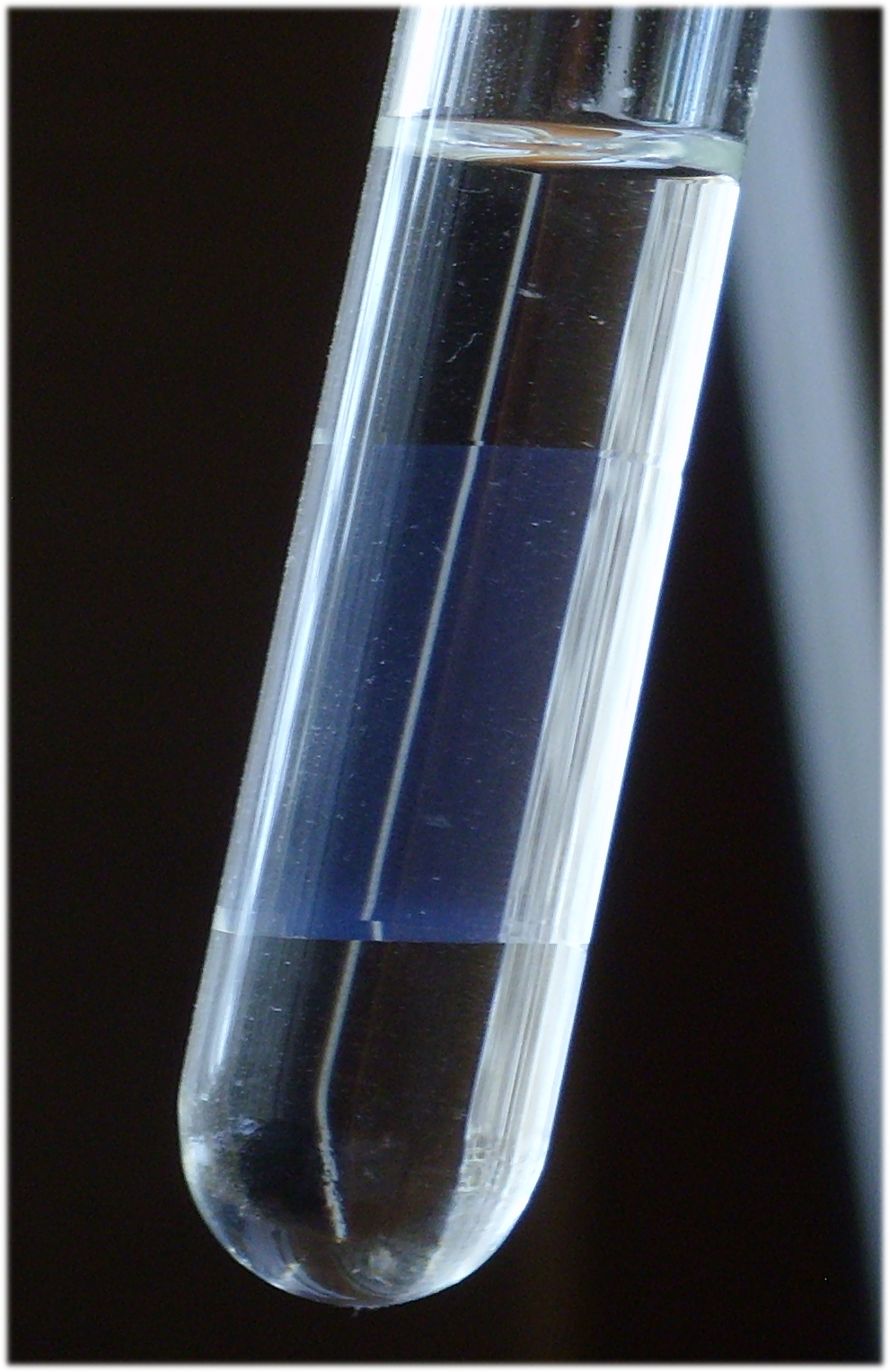
Opaleszierende Mikroemulsion mit wässriger und organischer Exzessphase in einem Reagenzglas

Eine Mikroemulsion ist eine Emulsion, deren disperse Phase (z. B. Öl oder Wasser) derart kleine Domänen („Tröpfchen“) bildet, dass sichtbares Licht an ihnen nicht gestreut wird. Das bewirkt, dass Mikroemulsionen transparent wie Wasser sind, während normale Emulsionen undurchsichtig wie Milch sind. Der Domänendurchmesser liegt im unteren Nanometer-Bereich (< 350 nm).
Der Begriff ist nicht exakt definiert und dient mehr der Verständigung über die meist überraschende Drei- oder Einphasenbildung in Emulsionen. Er geht auf Schulman zurück.
Eine typische Mikroemulsion besteht aus zwei nicht mischbaren Flüssigkeiten 1 und 2 und einem Tensid. Ein Tensid ist eine chemische Verbindung mit zwei chemisch sehr verschiedenen Molekülteilen 1 und 2. Bei ausreichend großer Konzentration bildet das Tensid Mizellen, kugelförmige Gebilde, in denen die Tensidteilchen so angeordnet sind, dass Teil 1 immer nach innen und Teil 2 immer nach außen orientiert ist. Dadurch können die Mizellen Flüssigkeit 1 in ihrem Inneren aufnehmen, während der Molekülteil 2 mit Flüssigkeit 2 stärker wechselwirkt. Ist die Aufnahmefähigkeit der Mizellen erschöpft, bildet der Rest der Flüssigkeit 1 eine Exzessphase.
Mikroemulsionen können alleine oder zusammen mit zwei weiteren Phasen, sog. Exzessphasen, vorkommen. Exzessphasen bestehen entweder aus wässriger oder aus organischer Komponente. Haben sich die drei Phasen vollständig getrennt, liegen drei völlig klare, scheinbar homogene, durch 2 Phasengrenzen getrennte Flüssigkeiten vor. Durch die hohe Konzentration disperser Phase kommt es in der Mikroemulsion zu einer bläulichen Verfärbung, wenn man senkrecht zum einfallenden Licht auf die Flüssigkeit schaut. Dies wird als Opaleszenz bezeichnet (vgl. Abbildung).
Wenn das Tensid alleine, zusammen mit dem verwendeten Öl, bei bestehendem Öl-/Wasseranteil und der anliegenden Temperatur keine Mikroemulsion bildet, wird dies häufig durch Zusatz eines weiteren Tensids, einem Cotensid, erreicht. Eine systematische Untersuchung der Mikroemulsionsbildung ergab, dass die (drei- oder einphasige) Mikroemulsionsbildung stark temperatur- und zusammensetzungs-, aber nur sehr schwach druckabhängig ist. Bei Kenntnis der verwendeten Stoffe (hydrophile und lipophile Kettenlänge des Tensids, Salzkonzentration (hydrotrope und lyotrope Salze), Kohlenstoffkettenlänge des Öls bzw. der organischen Komponente) lässt sie sich für eine gegebene Temperatur reproduzierbar herstellen.
Mikroemulsionen sind stabil und bilden sich spontan. Die nanodisperse Struktur bildet sich mit minimalem Rühraufwand. Normale Emulsionen, deren viel größere Domänen häufig erst durch aufwändiges Emulgieren entstehen, sind dagegen temperatur-, aber auch stoßempfindlich. Eine Erwärmung mit anschließender Abkühlung führt in der Regel zu einer irreversiblen Veränderung der dispersen Struktur, was das Brechen der Emulsion zur Folge haben kann.

## Verwendung
Bereits in den 1920er-Jahren wurden Mikroemulsionen bei der Autopflege zum Aufbringen einer Wachsschicht genutzt. In der Pharmazie werden Mikroemulsionen zum Formulieren von wasserunlöslichen Wirkstoffen verwendet. Eine weitere Anwendung ist die ternäre Erdölförderung, bei der eine wässrige Tensidlösung in die erdölführende Schicht gepresst wird. Die Tensidlösung bildet mit immobilem Erdöl eine (mobile) Mikroemulsion und erlaubt so, die Lagerstätte weiter auszubeuten.